# NGC 2384
NGC 2384 est un très jeune amas ouvert, situé dans la constellation du Grand Chien. Il a été découvert par l'astronome britannique John Herschel en 1836.

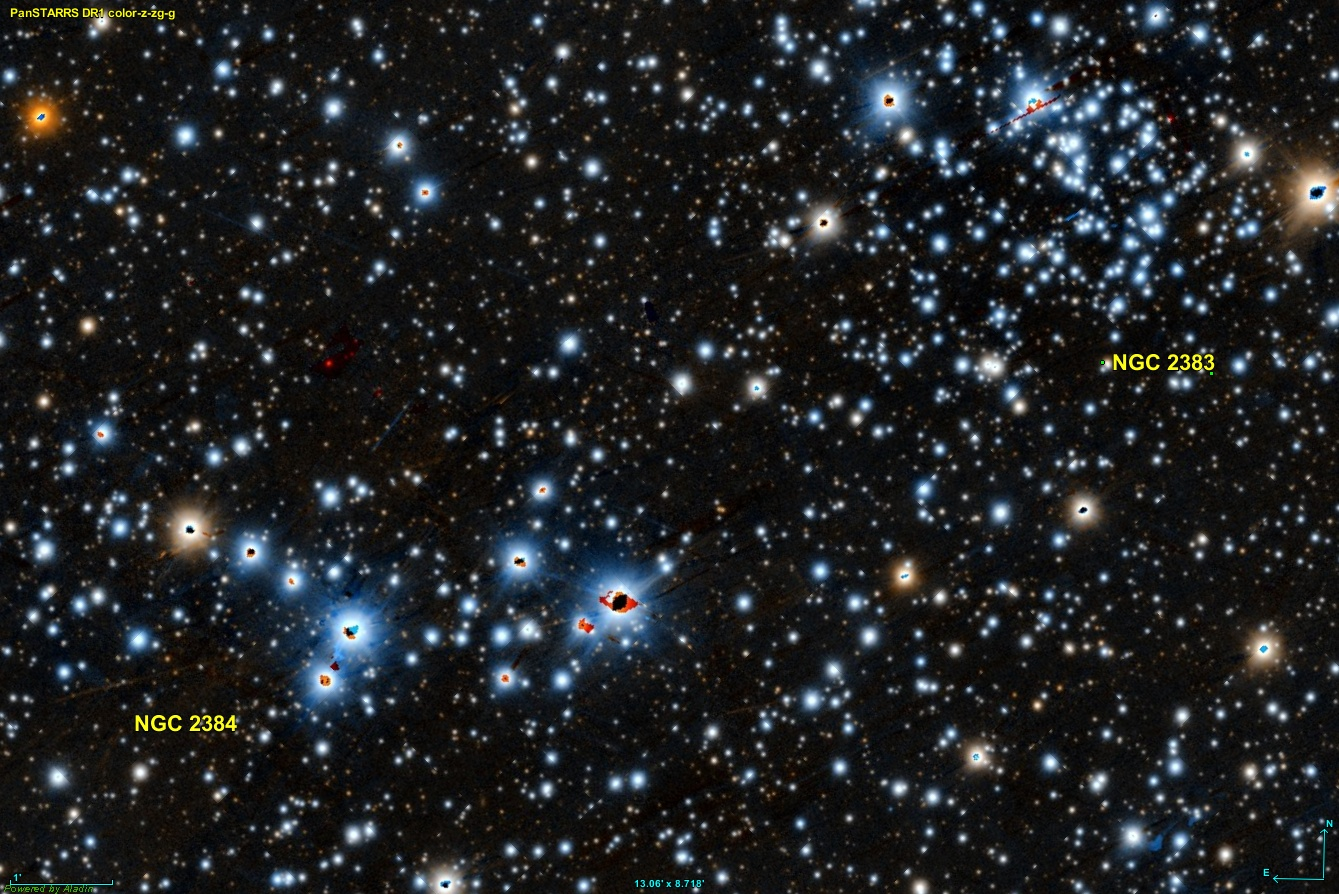
Les amas ouverts NGC 2383 et NGC 2384 sont rapprochés l'un de l'autre sur la sphère céleste.

NGC 2384 est à environ 2 116 pc (∼6 900 al) du système solaire et les dernières estimations donnent un âge de 8,0 millions d'années. La taille apparente de l'amas est de 5 minutes d'arc, ce qui, compte tenu de la distance, donne une taille réelle maximale d'environ 10 années-lumière.
Sur la sphère céleste, NGC 2384 est à moins de 3 minutes d'arc de l'amas ouvert NGC 2383, mais ce dernier est à environ 1 655 pc (∼5 400 al) du système solaire, soit quelque 1500 années-lumière plus rapproché.
Selon la classification des amas ouverts de Robert Trumpler, cet amas renferme moins de 50 étoiles (lettre p) dont la concentration est faible (IV) et dont les magnitudes se répartissent sur un grand intervalle (le chiffre 3).